# Magerrasen-Grünspanner
Der Magerrasen-Grünspanner (Thalera fimbrialis), auch Grüner Trockenkräuterspanner oder Scheckspanner genannt, ist ein Schmetterling (Nachtfalter) aus der Familie der Spanner (Geometridae).

## Merkmale

### Falter
Die Flügelspannweite der Falter beträgt 24 bis 34 Millimeter. Sämtliche Flügel sind satt grün bis grüngrau gefärbt. Die grünen Farbelemente können mit zunehmender Lebensdauer verblassen und nehmen dann gelbliche Tönungen an. Auf den Vorderflügeln sind zwei schwach gewellte weiße Querlinien zu erkennen, deren äußere sich auf den Hinterflügeln fortsetzt. Der Hinterflügelrand zeigt in der Mitte eine leicht vorgezogene Ecke, über der sich eine Einbuchtung befindet. Die Fransen aller Flügel sind sehr auffällig abwechselnd weiß und rotbraun gescheckt. Auch der wissenschaftliche Name der Art leitet sich vom lateinischen fimbria = Franse ab. Die Fühler sind bei beiden Geschlechtern beidseitig gekämmt, bei den Weibchen jedoch nur kurz.

### Ei
Das Ei hat eine schlanke Form und verjüngt sich in Richtung Boden. Im oberen Viertel befinden sich etwa zwanzig gerade verlaufende Rippen. Es ist zunächst grünlich und verfärbt sich später über karminrot mit gelblichen Flecken bis zu schwarzbraun.

### Raupe
Jüngere Raupen haben zumeist eine hellbraune Färbung, die sich bei erwachsenen Tieren in grünliche Tönungen ändert. Oftmals ist eine rote Rückenlinie erkennbar. Kopf und Prothorax zeigen je zwei rötliche Spitzen. Am Hinterleibsende befinden sich ebenfalls zwei oftmals rötliche Spitzen.

### Puppe
Die Puppe hat eine gelbweiße Farbe und zeigt eine dunkle Mittellinie sowie bräunliche Punkte. Von den Flügelscheiden heben sich dunkle Adern ab.

### Ähnliche Arten
Der Gebüsch-Grünspanner (Hemithea aestivaria) ist etwas kleiner und am Saum grauweiß und schwarzbraun gescheckt. Hauptunterscheidungsmerkmale sind die deutliche Ecke in der Mitte der Hinterflügel ohne darüber befindliche Einbuchtung sowie die gewellte weiße Querlinie, die einen nach außen gerichteten Zacken zeigt.

## Geographische Verbreitung und Vorkommen
Die Verbreitung der Art erstreckt sich über weite Teile Europas (mit Ausnahme des hohen Nordens sowie einiger Inseln des Mittelmeeres) und weiter südöstlich bis zur Türkei, dem Libanon, dem Kaukasus, dem Nordiran und Südsibirien. In Zentralasien ist die ssp. magnata beheimatet. Angaben aus Ostasien beziehen sich auf die Schwesterart Thalera chlorosaria. In den Alpen, dem Apennin und den Balkangebirgen steigt der Magerrasen-Grünspanner bis auf jeweils 1400 Meter, in der Sierra Nevada bis auf 1600 Meter und im Nordiran bis auf 3100 Meter. Er ist überwiegend auf Magerrasenflächen, Steppen, Heiden und steinigen Halden zu finden.

## Lebensweise
Die Falter fliegen in der Regel univoltin in den Monaten Juni bis August. In den Südtälern der Alpen erscheint zuweilen eine zweite Generation. 
Sie sind nachtaktiv und fliegen künstliche Lichtquellen an. Die Raupen ernähren sich polyphag von den Blättern verschiedener Pflanzen, dazu gehören: Gemeine Schafgarbe (Achillea millefolium), Sand-Thymian (Tymus serpyllum), Färber-Ginster (Genista tinctoria), Feld-Beifuß (Artemisia campestris), Besenheide (Calluna vulgaris) und Echte Goldrute (Solidago virgaurea). Die Art überwintert als Raupe.

## Gefährdung
Der Magerrasen-Grünspanner kommt in den deutschen Bundesländern in unterschiedlicher Anzahl vor und wird auf der Roten Liste gefährdeter Arten als nicht gefährdet geführt.